# Sans famille (mini-série, 1981)
Pour les articles homonymes, voir Sans famille (homonymie).
Sans famille est une mini-série française en trois épisodes d'environ 90 minutes réalisée par Jacques Ertaud, tirée du roman homonyme d'Hector Malot et diffusée du 28 au 30 décembre 1981 sur TF1. La musique est signée Charles Trenet, qui chante aussi la chanson du générique.
Cette mini-série connut un immense succès commercial et fut vendue dans plus de vingt pays.
Au Québec, elle a été remontée en cinq épisodes de 52 minutes et diffusée à partir du 6 mai 1983 à la Télévision de Radio-Canada.

## Synopsis
Rémi a été élevé par les Barberins en Lozère alors que Vitalis et ses animaux engagent Rémi dans la troupe.

## Distribution

### Acteurs principaux
- Fabrice Josso : Rémi
- Petula Clark : Mme Milligan
- Gérard Darrieu : Père Barberin
- Yvette Étiévant : Mère Barberin
- Céline Ertaud : Lise
- François Pinat : Mattia

### Personnages apparaissant dans l'épisode 1
- Jean Franval : Vitalis
- Pierre Doris : Garofoli
- Paul Bisciglia : le concierge
- Martine de Breteuil : la comtesse
- Jacques Bretonnière : le juge
- Nathalie Calme : Étiennette
- Raoul Curet : Directeur de l'hospice
- Patricia Francis : la femme de l'aubergiste
- Jean-Michel Colonna : Angelo
- Germaine Delbat : la gouvernante
- Michael Drai Dietrich : Riccardo
- Pierre Duncan : le gardien de la paix
- Béatrice Faujanet : la petite paysanne
- Paulette Frantz : la boulangère
- Flavien Labaye : Pietro
- Pierre Mirat : l'aubergiste
- Jacques Rispal : le docteur
- Frédéric Sage : Frédérico
- Sophie Sam : la servante
- Roger Trapp : le marchand de bestiaux
- Fred Ulysse : le messager
- Alexandre van Roy : Arthur

### Personnages apparaissant dans l'épisode 2
- Marcelle Barreau, Claudine Berg : Femmes de mineur
- Claude Brosset : Compayrou
- Bernard Cazassus : le marqueur
- Michel Charrel : Lemounier
- Pierre Danny : Pagès
- Gérard Dournel : Policier de la morgue
- Jean-Pierre Bagot : Acquin
- Christian Barbier : Gaspard Acquin
- Martine Ferrière : Thérèse Acquin
- Patricia Francis : la servante
- Marcel Gassouk : le gardien de prison
- Alain Janey : le directeur
- Charles Moulin : Magister
- André Oumansky : l'ingénieur
- Éric Ramy : le crieur de journaux
- Jean-Marie Richier : Carlin
- Adelita Requena : la folle
- Yvon Sarray : Lantier
- Gérard Sergues : Levasseur
- Martin Trévières : Maître Porion
- André Weber : le passeur
- Yves Wecker : Alexis
- Gabriel Gobin : le vieux mineur

### Personnages apparaissant dans l'épisode 3
- Alan Adair : Maître Gray
- Marc Chapiteau : Bob
- Georgette Anys : la tenancière
- Ariane Bisciglia : la fillette
- Magali Clément : Monette
- Marius Laurey : Chopinet
- Catherine McLeod : la prostituée
- Colin Mann : le domestique
- Edward Marckus : le cocher
- Hans Meyer : Jeroboam Driscoll
- Liliane Rovère : Fernande
- Serge Spina : Andrieux
- Sarah Sterling : femme de Driscoll
- Edward Meeks : James Milligan
- Alain Janey : M. Fresnel

## Épisodes

### 1ère époque: «Les loups blancs»
Rémi est récupéré par Vitalis des Barberins; par la suite, il aura des démêlés avec le gendarme qui arrête Vitalis. Il fait la connaissance de Miligan. Vitalis passe 2 mois en prison pour outrage à agent et à 100 francs d'amende; après la remise en liberté de Vitalis, la route reprend avec Rémi et ses compagnons; Dolce et Zerbino sont dévorés par des loups, Joli Cœur décède de maladie. Rémi, Vitalis et Capi rencontrent Mathia et les autres jeunes qui sont sous l'emprise du terrible Garofoli qui les martyrise; Rémi le fouette au visage pour se défendre et il s'échappe avec Vitalis, Mathia poignarde Garofoli qui avait voulu tuer Rémi. Vitalis tombe malade et meurt.

### 2ème époque «Un enfant surgit de l'ombre»
Rémi fait connaissance de Lise et de ses proches. À la morgue Rémi (qui est avec un des proches de Lise) reconnait les corps de Vitalis et Garofoli qui sont montrés par un policier. Il y a une altercation entre les proches de Lise et les huissiers. Rémi fuit Mathia en accusant du meurtre de Garofoli ; ensuite les deux garçons s'expliquent et alors que Matthias avait dépouillé et butiné la thune de Garofoli et puis la thune de Garofoli est dépouillé par le passeur qui avait prêter service pour Rémi et Matthia. Puis Rémi et Matthia vont trouver un emploi dans la mine. Il se produit un incident à la mine.

### 3ème époque: «La proie pour Londres»
Le frère de Miligan est passé en France pour récupérer Rémi ; une violente altercation a lieu entre le père Barberin et le frère de Miligan celui-ci tue involontairement Barberin et puis une jeune fille blâme l'accusation de meurtre sur une mégère qui l'avait maltraité et exploité et alors que la mère Barberin, Rémi et Mathia sont tristes de voir la perte du père Barberin. La jeune fille dévoile à Rémi que sa vraie famille est à Londres et elle explique à Rémi que le frère de Miligan est le vrai meurtrier du père Barberin et elle avait blâmé la faute sur la mégère abusif pour se venger. Rémi et Mathia accompagnés de Capi partent pour Londres pour trouver la vraie mère de Rémi avec l'aide d'un avocat mais personne ne peut les aider puisqu'ils ne parlent pas français. Ils tombent sur des immigrés français qui les envoient chez les Driscoll ; ceux-ci prétendent être la vraie famille de Rémi. En réalité ce sont des cambrioleurs et receleurs. Nos héros s'échappent et tombent sur la demeure de Miligan, lorsque l'avocat dévoile la bonne adresse; Mathia quitte la Grande-Bretagne pour la France. Rémi revoit Lise puis se confronte à James Miligan au sujet du meurtre de Barberin. Miligan ne croit pas que son frère est un meurtrier. Rémi et Lise retournent en France pour revoir mère Barberin. Miligan apprend le suicide de son frère et aussi que Rémi est son vrai fils, il devient dépressif.

## Autour de la série
Témoignage de Jacques Ertaud, le réalisateur : 
- Sur l'adaptation du roman d'Hector Malot : « Nous avons voulu toucher les gens d'aujourd'hui avec cette histoire d'hier, et il ne nous a pas paru possible de garder le ton mièvre de l'époque, le ton choisi par l'adaptateur est plus vrai, le comportement des personnages est plus conforme à celui d'aujourd'hui. »

- Sur le choix de Fabrice Josso pour interpréter Rémi : « Je le voulais maigre, pas trop beau et vrai. J'ai vu 280 gamins et j'ai constaté qu'il n'existait plus d'enfants maigres… Fabrice Josso - que j'ai choisi - était le premier que j'avais retenu. C'était déjà un comédien, ce que je ne voulais pas. De plus, je le trouvai un peu trop beau. Il s'est avéré très bon et, ce qui est très important, toujours en forme, jamais fatigué. »

- Sur la difficulté de tourner avec des animaux : « Le plus dur a été d'abord de trouver un singe qui résiste au froid. Il ne fallait pas un chimpanzé puisque Joli Cœur est de petite taille. Finalement, nous avons choisi un singe algérien, race qui vit dans l'Atlas. Mais c'est aussi une race qui se dresse assez mal et Vitalis a eu beaucoup d'ennuis avec cet animal qui était agressif. Tous les animaux étaient fournis par Paul Le Royer, un dresseur d'animaux, ce qui simplifiait la chose puisque le dresseur était là pendant le tournage. »

- Sur la différence de Garofoli : « Il a pas été en prison pour avoir battu un gamin à mort, mais il est poignardé par Matthia, lorsqu'il a voulu tuer Rémi qui lui avait fouetté le visage. »
- Dans la série, la petite Lise retrouve son oncle Gaspard Acquin, avec sa tante, et ses cousins et cousines. Son oncle, et plusieurs membres de sa famille étaient mineurs et travaillaient dans des mines du nord de la France. La petite Lise vivait à plusieurs centaines de kilomètres de là, dans une autre région. À l'époque, vers 1885, l'éloignement familial était très répandu, vu que les gens des classes populaires vivaient très pauvrement, et certains tentaient leur chance ailleurs. Donc, à l'époque, il aurait été normalement impossible que la petite Lise connaisse son oncle, car les mineurs vivaient très pauvrement, avec de petits salaires, de sortes que les déplacements étaient presque impossibles. À l'époque, de nombreux travailleurs ne connaissaient pas leur famille, ou perdaient les liens, à cause de vies professionnelles bien remplies. Les congés payées n'existaient pas, et il n'y avait que un jour de repos dans la semaine, le dimanche, ce qui contribuait à limiter tout déplacement du prolétariat. Les mineurs quittaient très rarement les Corons. Cette situation sera évoquée dans le livre Germinal, de Émile Zola, paru en 1885, à la même époque.